# Hale River
Hale River är ett vattendrag i Australien. Det ligger i territoriet Northern Territory, omkring 1 500 kilometer söder om territoriets huvudstad Darwin.
Omgivningarna runt Hale River är i huvudsak ett öppet busklandskap. Trakten runt Hale River är nära nog obefolkad, med mindre än två invånare per kvadratkilometer. Genomsnittlig årsnederbörd är 145 millimeter. Den regnigaste månaden är februari, med i genomsnitt 35 mm nederbörd, och den torraste är augusti, med 1 mm nederbörd.